# Johan Christian Linning (1749–1801)
Johan Christian Linning, född 1749, död 1801, var en svensk möbelsnickare. Han var son till Johan Christian Linning och far till Christian Arvid Linning.
Linning gick i lära hos sin far, blev gesäll 1769 och mästare 1779. Han var senare hovschatullmakare och hovsnickare. Linning har utfört ett antal möbler med inläggningar i gustaviansk stil, signerade med en tryckt sedel med namn och adress.